# Tyszki-Łabno
Tyszki-Łabno – wieś w Polsce położona w województwie podlaskim, w powiecie kolneńskim, w gminie Kolno.
Tyszki-Łabno liczą kilkadziesiąt domów, zamieszkanych w 2005 r. przez 86 osób, a w 2011 r. przez 82 osoby. W układzie przestrzennym przedstawia ulicówkę, położoną po obu stronach bocznej drogi, odchodzącej od drogi Kolno – Świdry-Dobrzyca, około 4 km na północny wschód od Kolna. 
We wsi znajdowała się m.in. szkoła podstawowa oraz ośrodek jeździecki. Okolicę osady stanowią głównie pola uprawne, a także niewielkie lasy.
Wierni kościoła rzymskokatolickiego należą do parafii św. Anny w Kolnie.

## Historia
Najstarsza wzmianka o miejscowości pochodzi z 1421 r. sama wieś jest jednak starsza. Z dokumentów historycznych wynika, iż osada o nazwie Łabno została w 1421 r. nadana przez księcia mazowieckiego Janusza I rycerzowi z zachodniego Mazowsza nazwiskiem Tyszka. Od tego czasu miejscowość nosiła obecną nazwę i była wsią zamieszkana przez drobną szlachtę mazowiecką – potomków założyciela. 
Dwuczłonowa nazwa miejscowości, z zachowaniem członu dawnej nazwy, ma odróżniać osadę od położonej około 3 km na północ innej miejscowości, także nadanej rodowi Tyszków i noszącej nazwę – Tyszki-Wądołowo.
Na przełomie lat 1783/1784 wieś odnotowana pod nazwą Tyszki, leżała w parafii Kolno, dekanat wąsoski diecezji płockiej i była własnością trzech rodzin szlacheckich: Filipkowskiego, Danowskiego i Tyszki. 
W czasach zaborów w granicach Imperium Rosyjskiego. W latach 1921–1939 wieś leżała w województwie białostockim, w powiecie kolneńskim, w gminie Czerwone.
Według Powszechnego Spisu Ludności z 1921 roku zamieszkiwało tu 126 osób w 19 budynkach mieszkalnych. Miejscowość należała do parafii rzymskokatolickiej w Kolnie. Podlegała pod Sąd Grodzki w Kolnie i Okręgowy w Łomży; właściwy urząd pocztowy mieścił się w Kolnie.
W wyniku napaści ZSRR na Polskę we wrześniu 1939 miejscowość znalazła się pod okupacją sowiecką. 2 listopada została włączona do Białoruskiej SRR. 4 grudnia 1939 włączona do nowo utworzonego obwodu białostockiego. Od czerwca 1941 roku pod okupacją niemiecką. 22 lipca 1941 r. włączona w skład okręgu białostockiego III Rzeszy.
W latach 1975–1998 miejscowość administracyjnie należała do województwa łomżyńskiego.

## linki zewnętrzne
- Tyszki 1(3) T. Łabno, [w:] Słownik geograficzny Królestwa Polskiego, t. XII: Szlurpkiszki – Warłynka, Warszawa 1892, s. 726.